# Mandelia
Mandelia is een geslacht van weekdieren uit de klasse van de Gastropoda (slakken).

## Soort
- Mandelia mirocornata Valdés & Gosliner, 1999